# Glesno
Glesno – wieś w Polsce położona w województwie wielkopolskim, w powiecie pilskim, w gminie Wyrzysk.
| SIMC    | Nazwa        | Rodzaj                                    |
| ------- | ------------ | ----------------------------------------- |
| 0533400 | Gleszczonek  | część wsi (od 2023 r. wieś)               |
| 0533417 | Nowe Bielawy | część wsi (od 2024 r. osada Bielawy Nowe) |

W latach 1975–1998 miejscowość administracyjnie należała do województwa pilskiego.
W XIII wieku w Glesnie została utworzona parafia św. Jadwigi.
W miejscowości działało Państwowe Gospodarstwo Rolne. Obecnie jako Gospodarstwo Glesno wchodzi w skład Stadniny Koni w Dobrzyniewie Sp. z o.o.

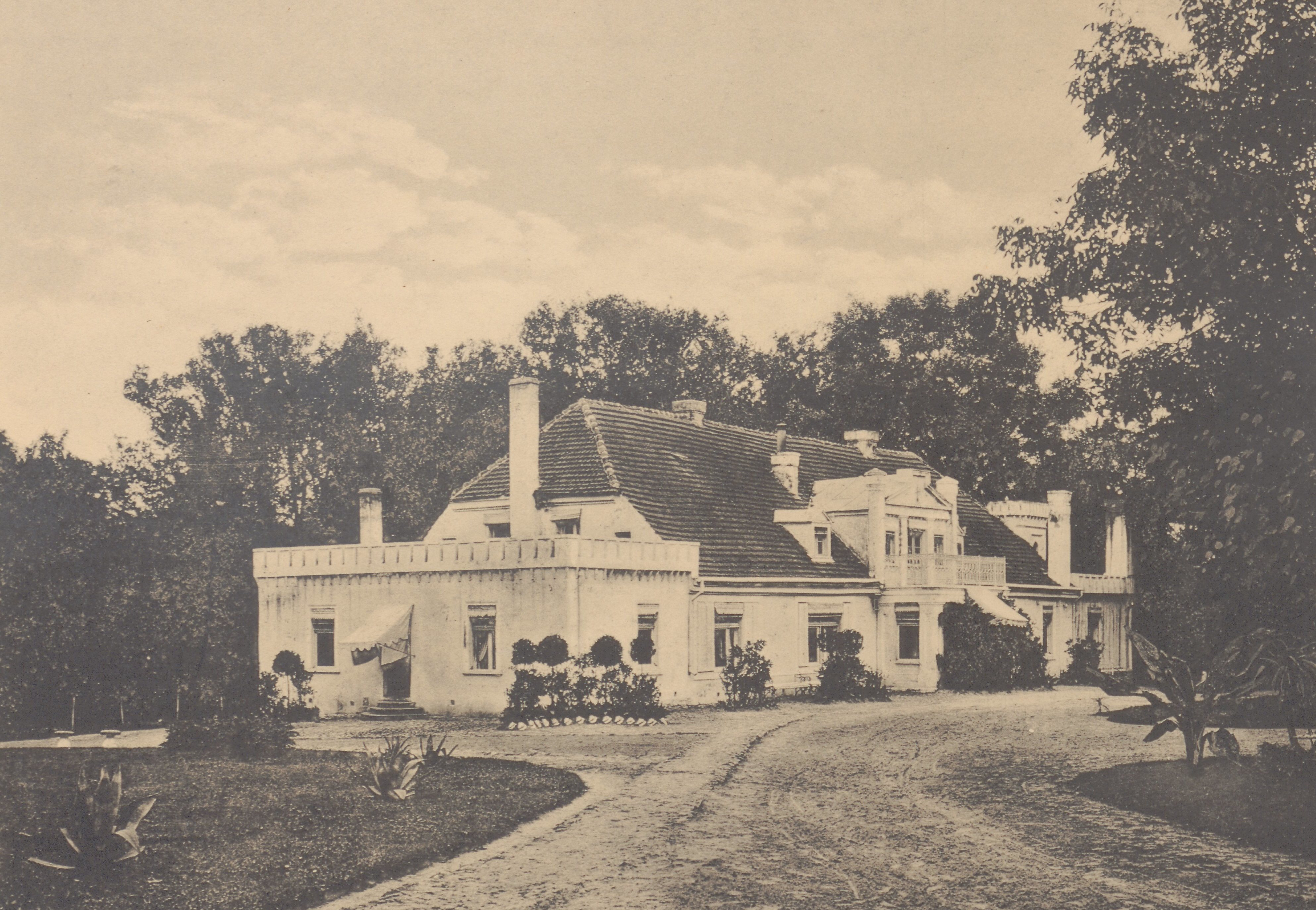
Widok dworu przed 1912